# Dato Montawal
Datu Montawal es un barrio sede del ayuntamiento de  Dato Montagual, un municipio filipino de quinta  categoría, situado al sur de la isla de Mindanao. Forma parte de la provincia de Maguindánao.
Para las elecciones está encuadrado en el Segundo Distrito Electoral de esta provincia.

## Barrios
El municipio  de Datu Montawal se divide, a los efectos administrativos, en 11 barangayes o barrios, conforme a la siguiente relación:
| - Balatungkayo o Batungkayo - Bulit - Bulod | - Dungguan - Limbalud - Maridagao | - Nabundas - Pagagawan - Talapas | - Talitay - Tunggol |  |

## Historia

### Influencia española
Este territorio fue parte de la Capitanía General de Filipinas (1520-1898).
Hacia 1696 el capitán Rodríguez de Figueroa obtiene del gobierno español el derecho exclusivo de colonizar Mindanao.
El 1 de febrero de este año parte de Iloilo alcanzando la desembocadura del Río Grande de Mindanao, en lo que hoy se conoce como la ciudad de Cotabato.

### Ocupación estadounidense
En 1903, al comienzo de la ocupación estadounidense de Filipinas Cotabato forma parte de la nueva provincia del Moro. En septiembre de 1914 se crea el Departamento de Mindanao y Sulú, una de sus provincias es Provincia de Cotabato. Pagalungán fue uno de sus distritos municipales.

### Independencia
El 18 de agosto de 1947 el distrito municipal de  Pagalungán, pasa a convertirse en municipio. El 18 de marzo de 2000 De su término se segrega el  municipio de Pagagawan.

### Autonomía
El 9 de junio de 2003 el municipio Pagagawan cambia su nombre pasando a denominarse Datu Montawal.